# Вонджон (ван Корьо)
Вонджон (кор. 원종, 元宗, Wonjong, Wŏnjong; 5 квітня 1219 — 23 липня 1274) — корейський правитель, двадцять четвертий володар Корьо.
Був старшим сином вана Коджона. Зійшов на трон 1959 року після смерті батька та за підтримки Хубілая. За часів правління Вонджона Корьо стала васалом заснованої монголами китайської династії Юань.
1269 року генерал Ім Йон організував державний переворот з метою повалення Вонджона. Престол тимчасово зайняв молодший брат вана, Єонджон. Однак Хубілай відрядив 3-тисячне військо та придушив заколот, відновивши Вонджона на троні.
Наступного року після відновлення його влади ван Корьо відвідав імператорський двір.
Помер 1274 року, після чого престол успадкував його старший син Чхунньоль.